# Парламентские выборы в Кот-д’Ивуаре (2011)
Парламентские выборы в Кот-д'Ивуаре прошли 11 декабря 2011 года после президентских выборов 2010 года и мирного соглашения между правительством и бывшими повстанцами из организации Новые силы, подписанного в марте 2007 года. В результате выборов Объединение республиканцев получило большинство мест Национального собрания.

## Предвыборная кампания
Ивуарийский народный фронт бойкотировал выборы, обвиняя избирательную комиссию в помощи Алассану Уаттаре и армию в преследованиях членов фронта во время предвыборной кампании. ИНФ также обвиняло правительство в ограничении информированности электората, закрытии газеты Notre Voie, выступавшей на стороне фронта, и аресте многих журналистов газеты.
Сторонники Лорана Гбагбо участвовали в  выборах в коалиции Национальный конгресс за сопротивление и демократию. Сторонники Уаттары сформировали коалицию Объединение уфуэтистов за демократию и мир.

## Результаты
Впоследствии выборы 66 депутатов были оспорены в суде и результаты в 11 случаях были объявлены недействительными.
| Party | Votes     | %     | Seats |
| --- | --------- | ----- | ----- |
| Объединение республиканцев | 819 086   | 42,00 | 122   |
| Демократическая партия Кот-д’Ивуара | 564 958   | 28,97 | 76    |
| Союз за демократию и мир в Кот-д’Ивуаре | 61 898    | 3,17  | 6     |
| Объединение уфуэтистов за демократию и мир | 32 041    | 1,64  | 4     |
| Ивуарийская рабочая партия | 17 889    | 0,92  | 0     |
| Движение сил будущего | 14 750    | 0,76  | 3     |
| Союз за Кот-д’Ивуар | 9757      | 0,50  | 1     |
| Свобода и демократия за республику | 3624      | 0,19  | 0     |
| Союз за демократию и мир в Кот-д’Ивуаре– Движение сил будущего–Ивуарийская рабочая партия                                                       | 2453      | 0,13  | 0     |
| Объединённый мыс за демократию и развитие | 1551      | 0,08  | 0     |
| Союз за демократию и мир в Кот-д’Ивуаре–Объединение республиканцев                                                                              | 1514      | 0,08  | 0     |
| Ивуарийское экологическое движение | 1511      | 0,08  | 0     |
| Демократический и гражданский союз | 1505      | 0,08  | 0     |
| Общественная революционная партия | 890       | 0.05  | 0     |
| Союз за всеобщую демократию в Кот-д’Ивуаре | 866       | 0,04  | 0     |
| Демократическое и социальное движение | 766       | 0,04  | 0     |
| Ивуарийское движение за обновление и надежду | 693       | 0,04  | 0     |
| Ивуарийская партия фермеров | 530       | 0,03  | 0     |
| Союз крестьян, рабочих и служащих | 499       | 0,03  | 0     |
| Партия прогресса и социализма | 468       | 0,02  | 0     |
| Союз демократов за прогресс | 397       | 0,02  | 0     |
| Национальное гражданское движение | 368       | 0,02  | 0     |
| Ивуарийский конгломерат за обновление умеренных                                                                                                 | 362       | 0,02  | 0     |
| Национальный союз за демократию | 314       | 0,02  | 0     |
| Национальная демократическая партия | 267       | 0,01  | 0     |
| Республиканская партия | 246       | 0,01  | 0     |
| Союз за национальный прогресс | 151       | 0,01  | 0     |
| Национальная партия юных демократов | 143       | 0,01  | 0     |
| Возрождение | 123       | 0,01  | 0     |
| Партия республиканских демократов | 78        | 0,00  | 0     |
| Пан-Африканское демократическое объединение | 76        | 0,00  | 0     |
| Федерация семей | 74        | 0,00  | 0     |
| Союз либералов | 57        | 0,00  | 0     |
| Ивуарийская партия выступления на вызовы | 43        | 0,00  | 0     |
| Народный социалистический союз | 39        | 0,00  | 0     |
| Группа за демократию и прогресс | 36        | 0,00  | 0     |
| Независимые | 410 057   | 21,03 | 31    |
| Объявлены недействительными | –         | –     | 12    |
| Недействительных/пустых бюллетеней | 111 065   | –     | –     |
| Всего | 2 061 145 | 100   | 255   |
| Зарегистрированных избирателей/Явка | 5 635 267 | 36,58 | –     |
| Источник: Abidjan.net Архивная копия от 29 декабря 2016 на Wayback Machine, Election Passport Архивная копия от 30 июня 2017 на Wayback Machine |           |       |       |